# Église Notre-Dame de Villeneuve-l'Archevêque
L'église Notre-Dame de Villeneuve-l'Archevêque est une église située à Villeneuve-l'Archevêque, en France. Elle dépend de l'archidiocèse de Sens-Auxerre.

## Localisation
L'église est située dans le département français de l'Yonne, à Villeneuve-l'Archevêque.

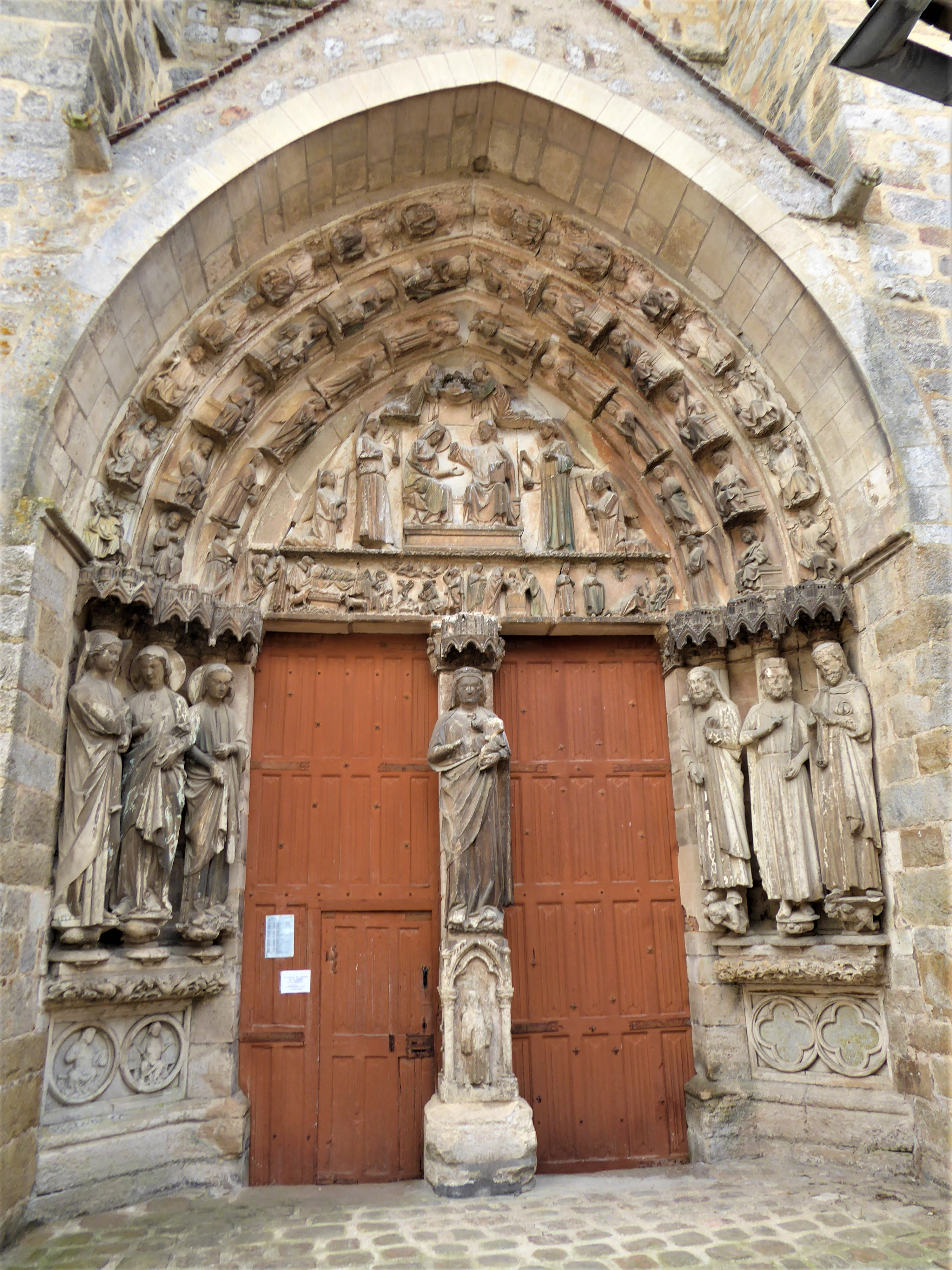
Portail nord.

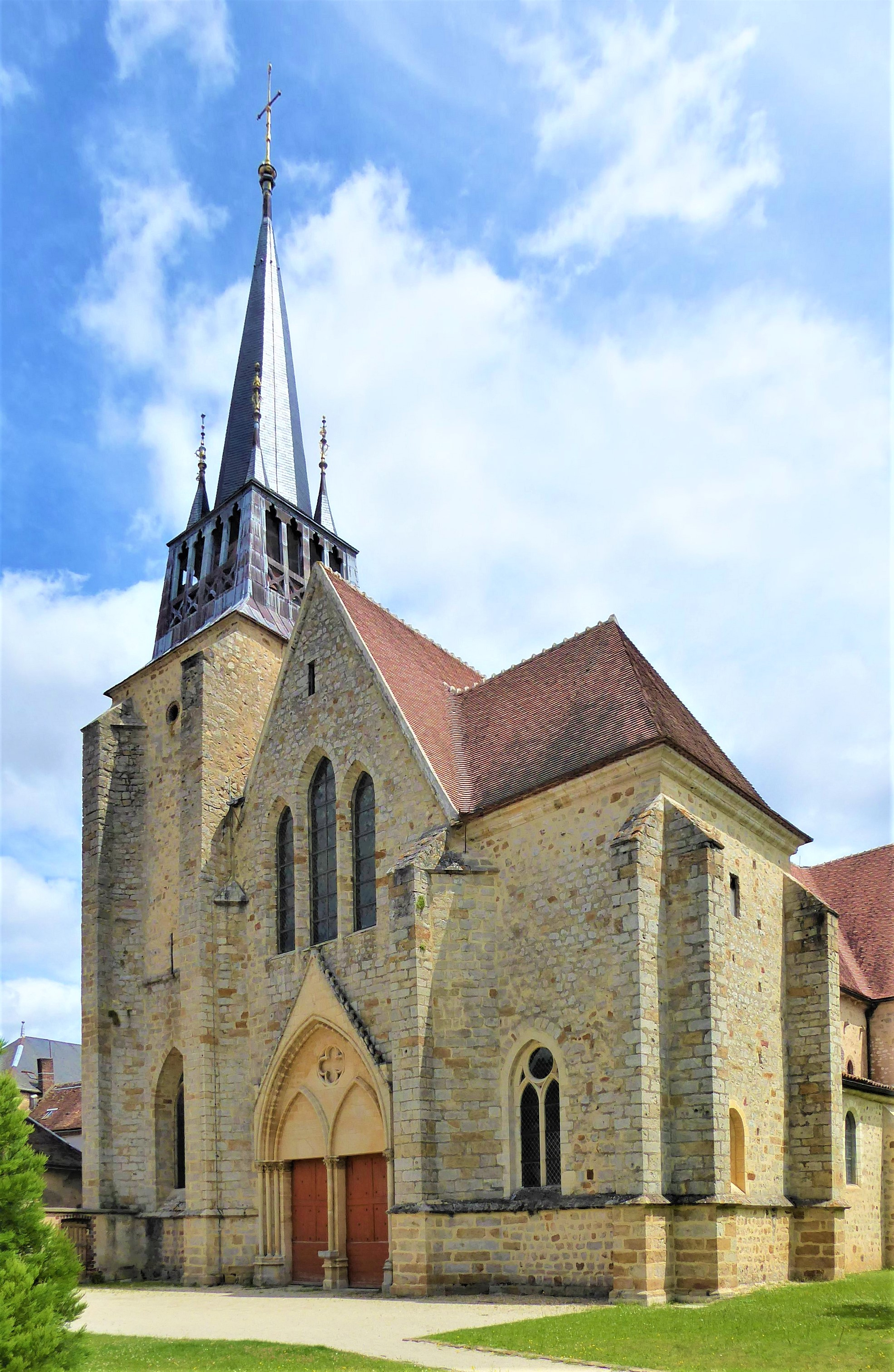
Église Notre-Dame.

## Historique et description
L'église date du XIIe siècle, lorsque le bourg est fondé par le comte de Champagne. Par la suite, les archevêques de Sens jouissent de cette seigneurie sous la suzeraineté des comtes de Champagne. L'église est en grande partie remaniée au XIIIe siècle avec sa nef gothique, puis au XVIe siècle, avec la reconstruction du transept et du chœur en 1530-1540. Son portail nord remarquable est un exemple exceptionnel de statuaire gothique du XIIIe siècle. Trois arcades monumentales, tréflées du soubassement, renferment chacune un personnage sculpté. On remarque un ange au sourire du côté gauche du portail de belle inspiration champenoise, la Vierge de l'Annonciation est au milieu. Le tympan et la frise du linteau décrivent l'histoire de la Vierge, à qui l'église est dédiée. Les  voussures montrent des personnages de l'Ancien Testament, en triple cordon. Certains portent des traces de peinture. Le couronnement de la Vierge couvre le tympan. Le pilier central sert de soutien à la Vierge à l'Enfant (ce dernier ayant été décapité sous la Révolution). Les médaillons représentent les péchés capitaux. Dix culs-de-lampe sculptés de feuilles de vigne sont ornés de dragons dévorant des raisins.

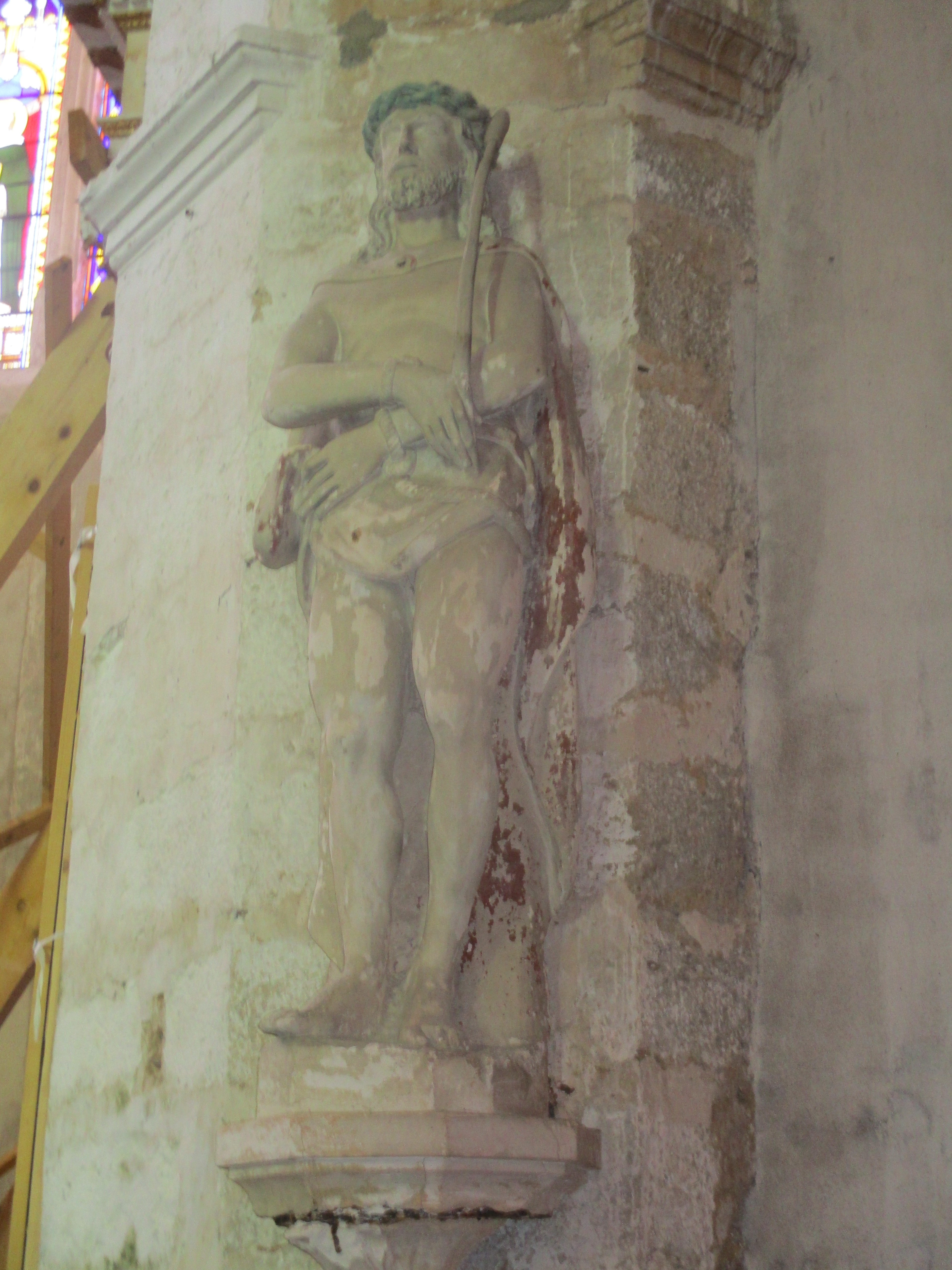
Christ au roseau
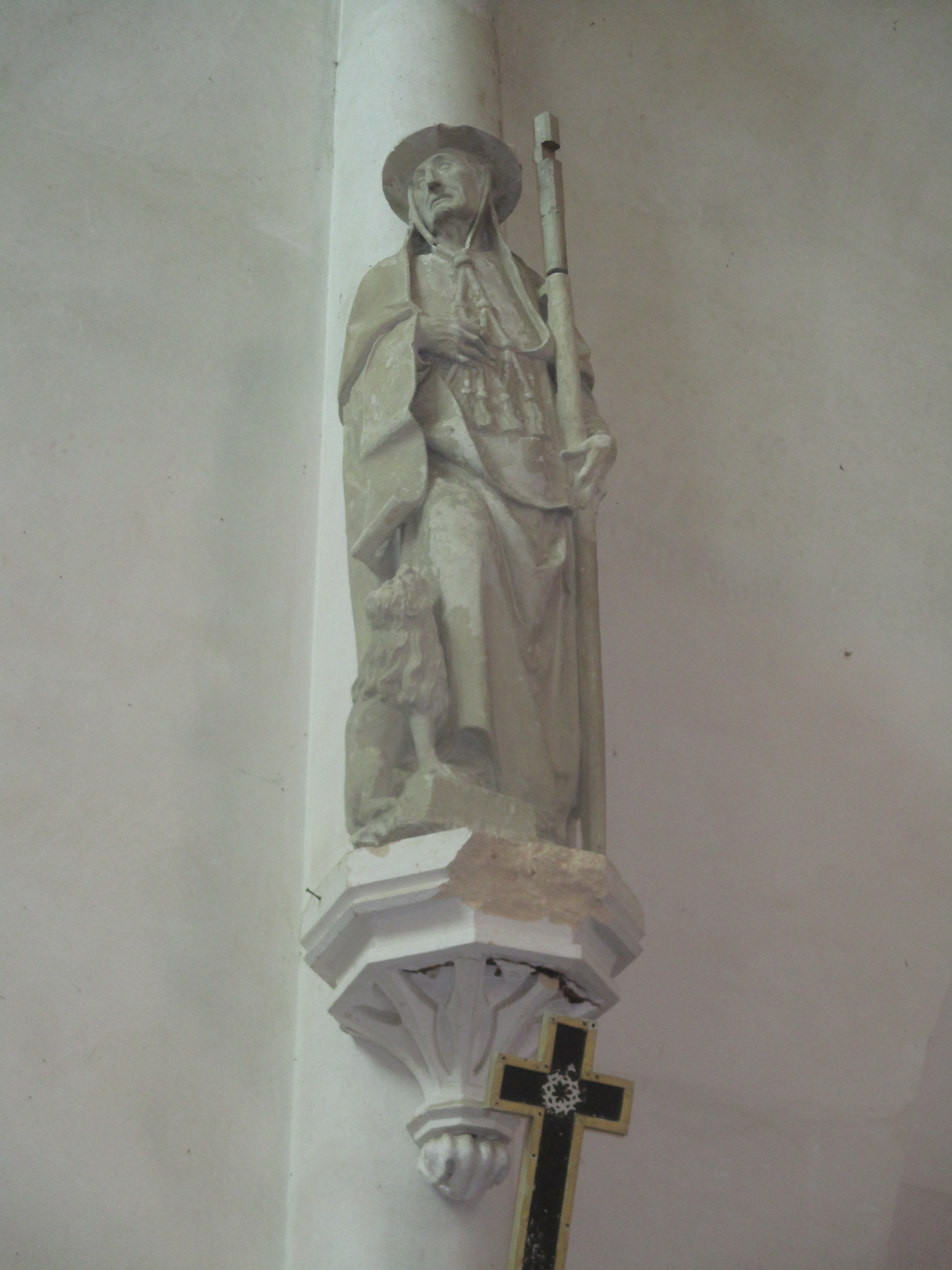
un père de l'église
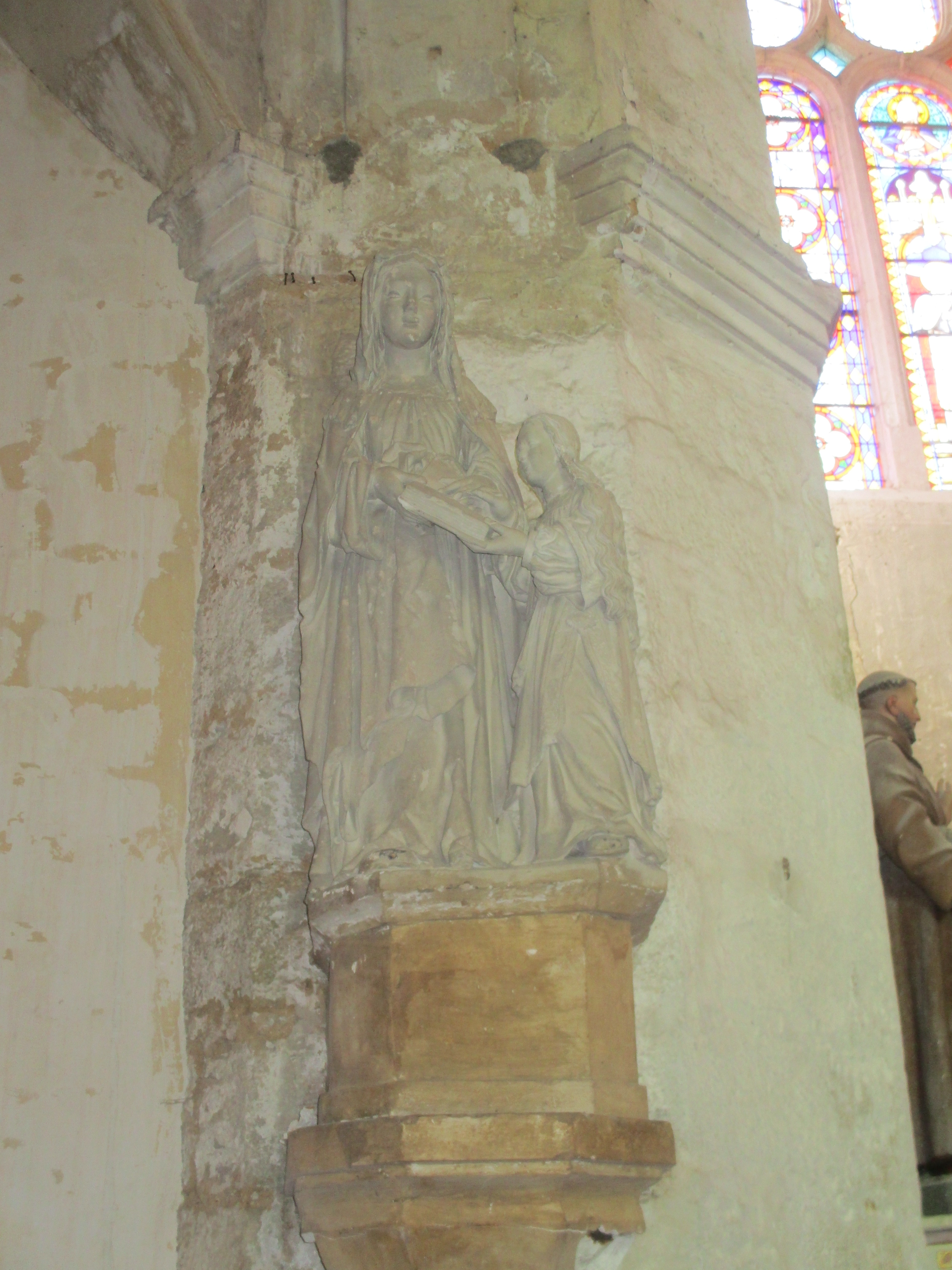
éducation de Marie

La tour-clocher, du côté nord, est coiffée d'ardoises. Une flèche de bronze doré d'époque Renaissance, la surplombe, entourée de quatre clochetons.
L'édifice est classé au titre des monuments historiques en 1886.

### Intérieur
L'église possède un plan de croix latine. La nef est gothique. Elle est séparée du sanctuaire par une grille de fer forgé. Une statue de saint Paul est adossée au pilier de gauche et une statue de saint Pierre, au pilier de droite. Le maître-autel est de style baroque avec un tableau représentant l'Annonciation de la Vierge. La statue de gauche figure saint Louis tenant la Couronne d'épines, rappelant que le roi accueillit ici avec toute sa cour la Sainte Couronne, le 10 août 1239, pour laquelle il fit construire la Sainte-Chapelle à Paris. Celle de droite représente saint Jean-Baptiste.
Une mise au Tombeau provenant de l'abbaye de Vauluisant datant de 1528 est attribuée au Maître de Chaource. Elle se trouve dans la première chapelle du côté sud, au-dessus de l'autel néo-classique offert par le baron Campi en 1845 et consacré aux âmes du purgatoire. La table de marbre des morts au combat de la guerre de 1914-1918 est apposée au mur. L'église possède une statuaire d'époque Renaissance, comme deux statues de sainte Anne et une remarquable pietà, et des statues sulpiciennes de la seconde moitié du XIXe siècle. Les vitraux sont du XIXe siècle et ont été restaurés en 2009. Cette même année, l'atelier Miller a créé le vitrail de tous les saints.

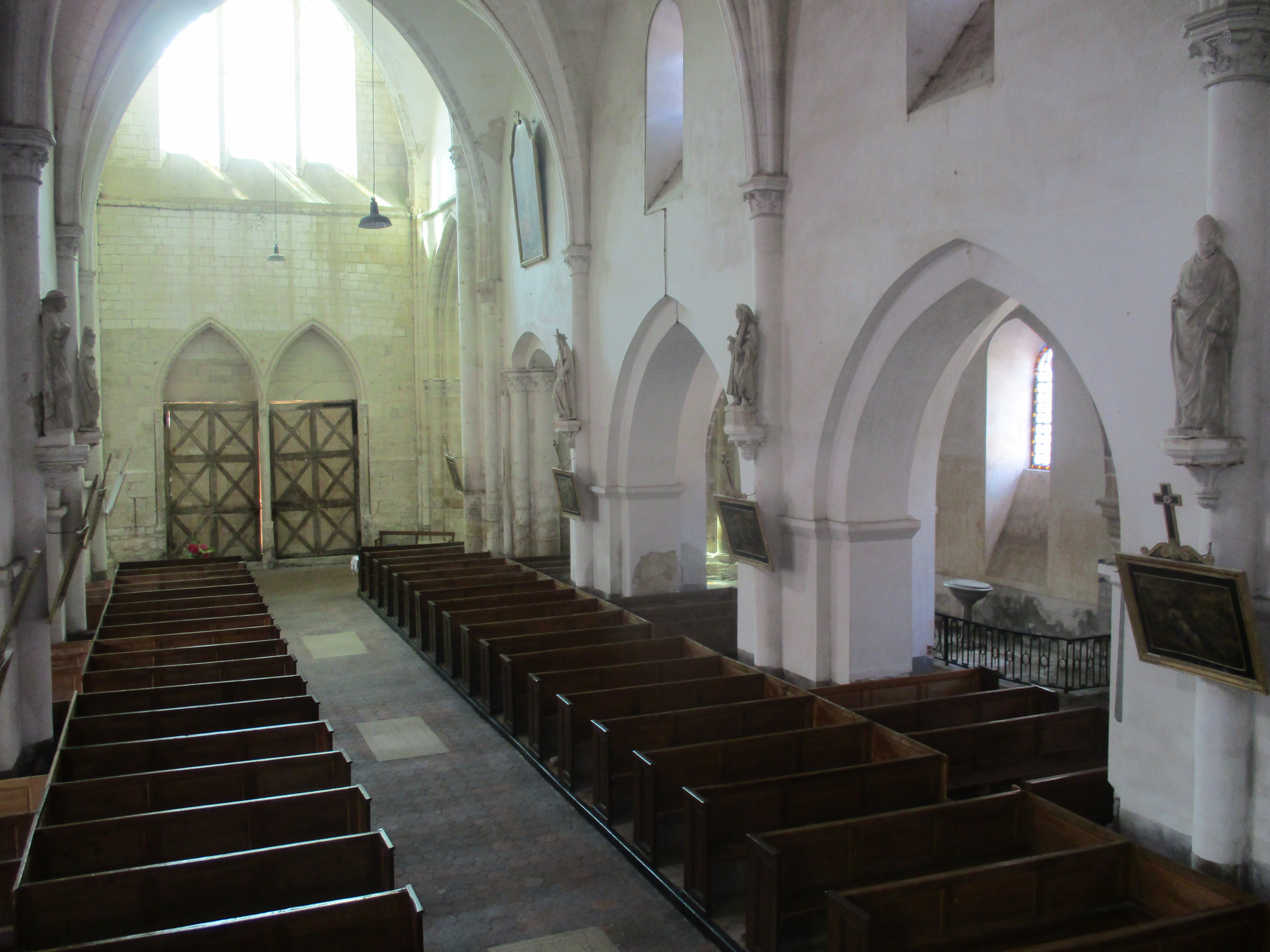
Portail ouest
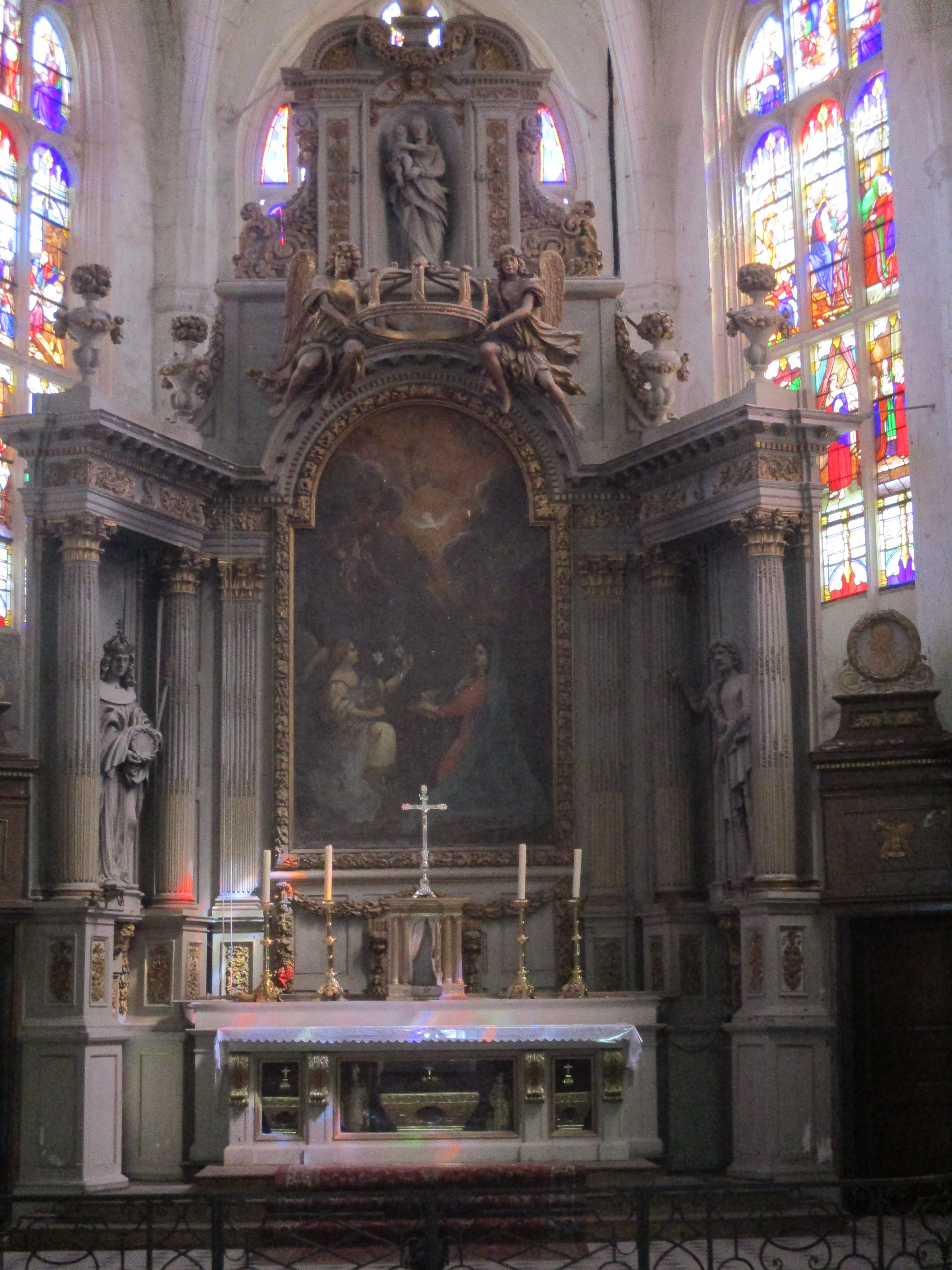
Autel baroque
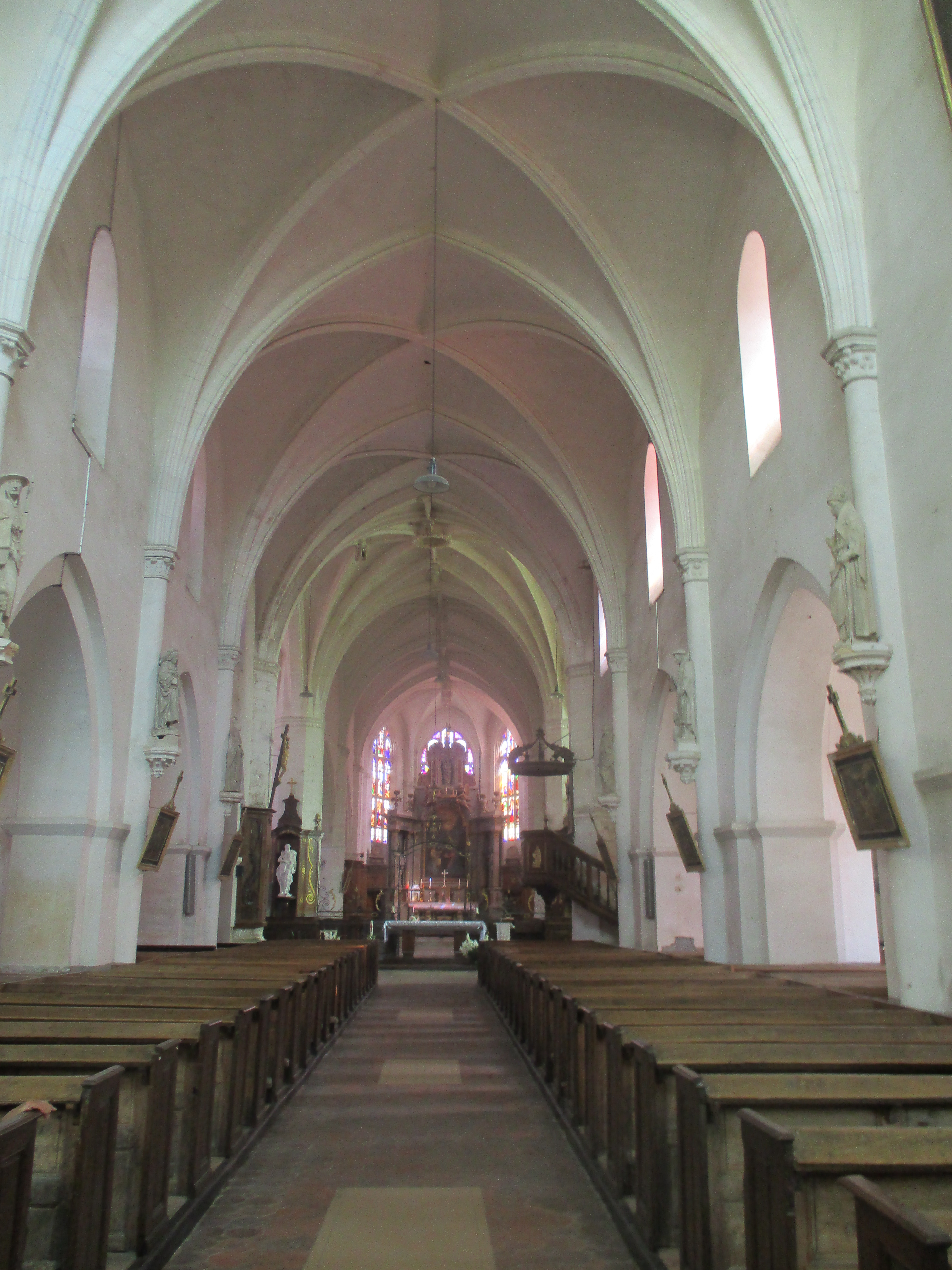
Nef de l'église
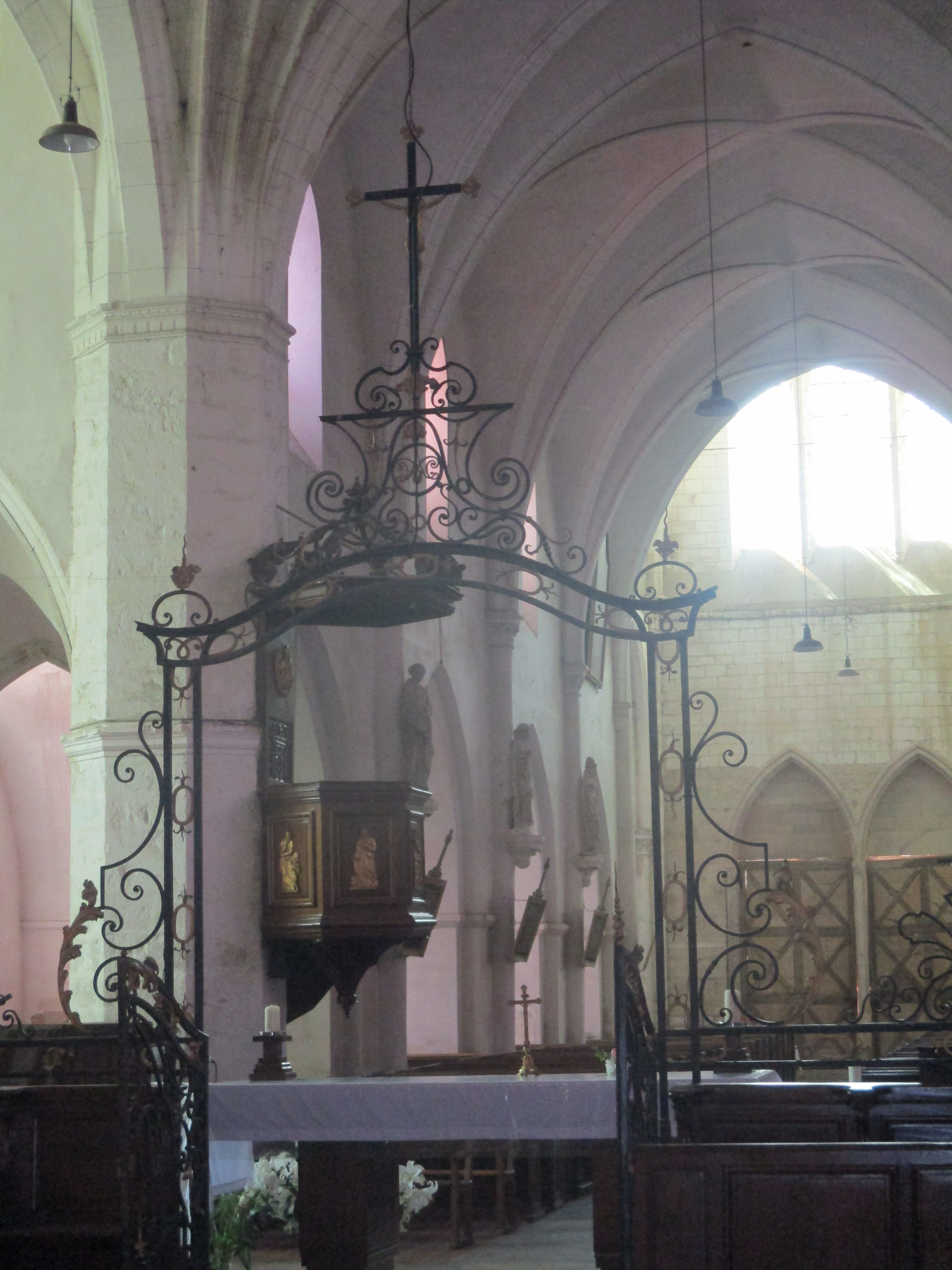
Grilles et chaire
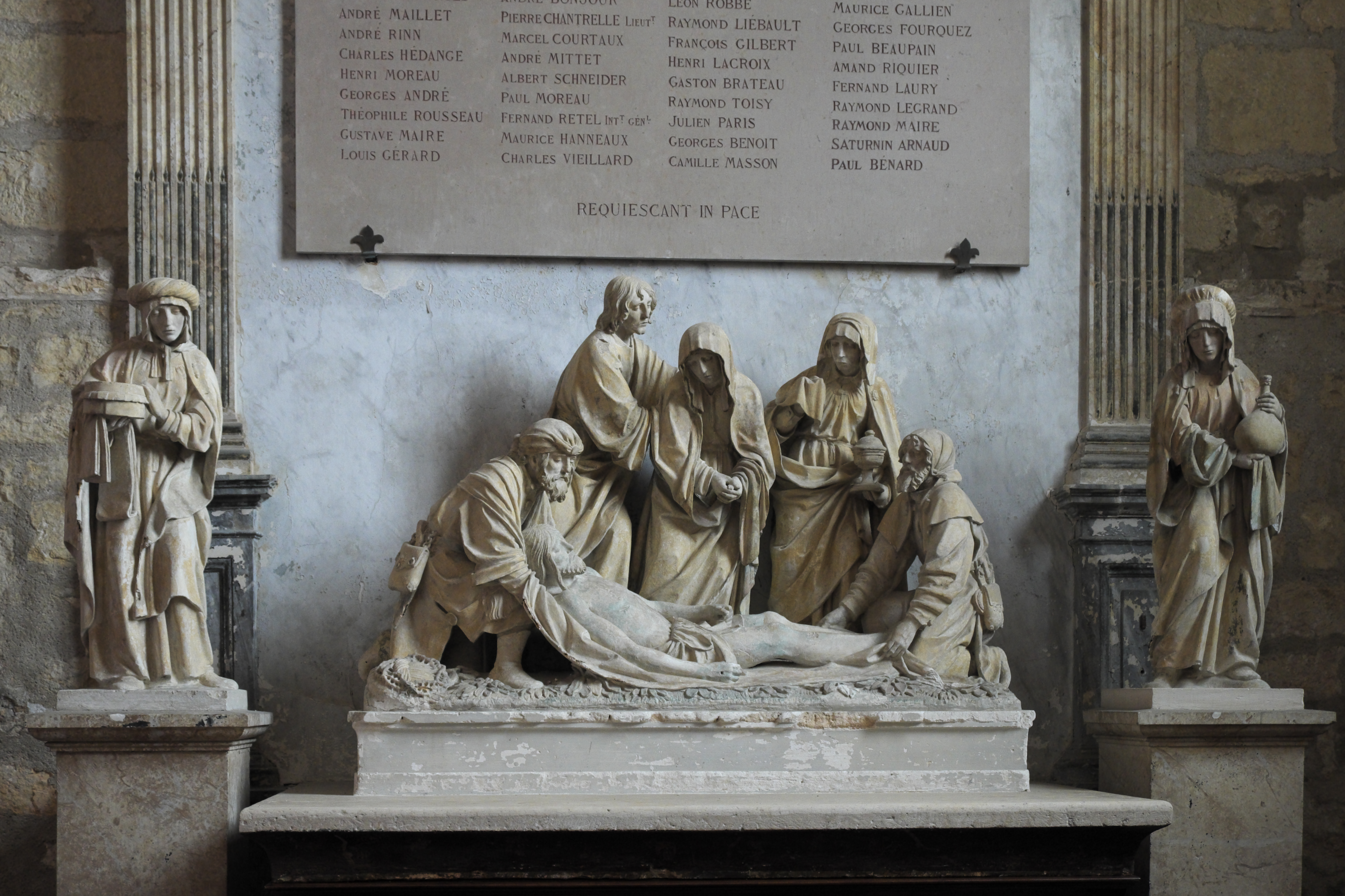
Mise au tombeau [10].

## Annexes

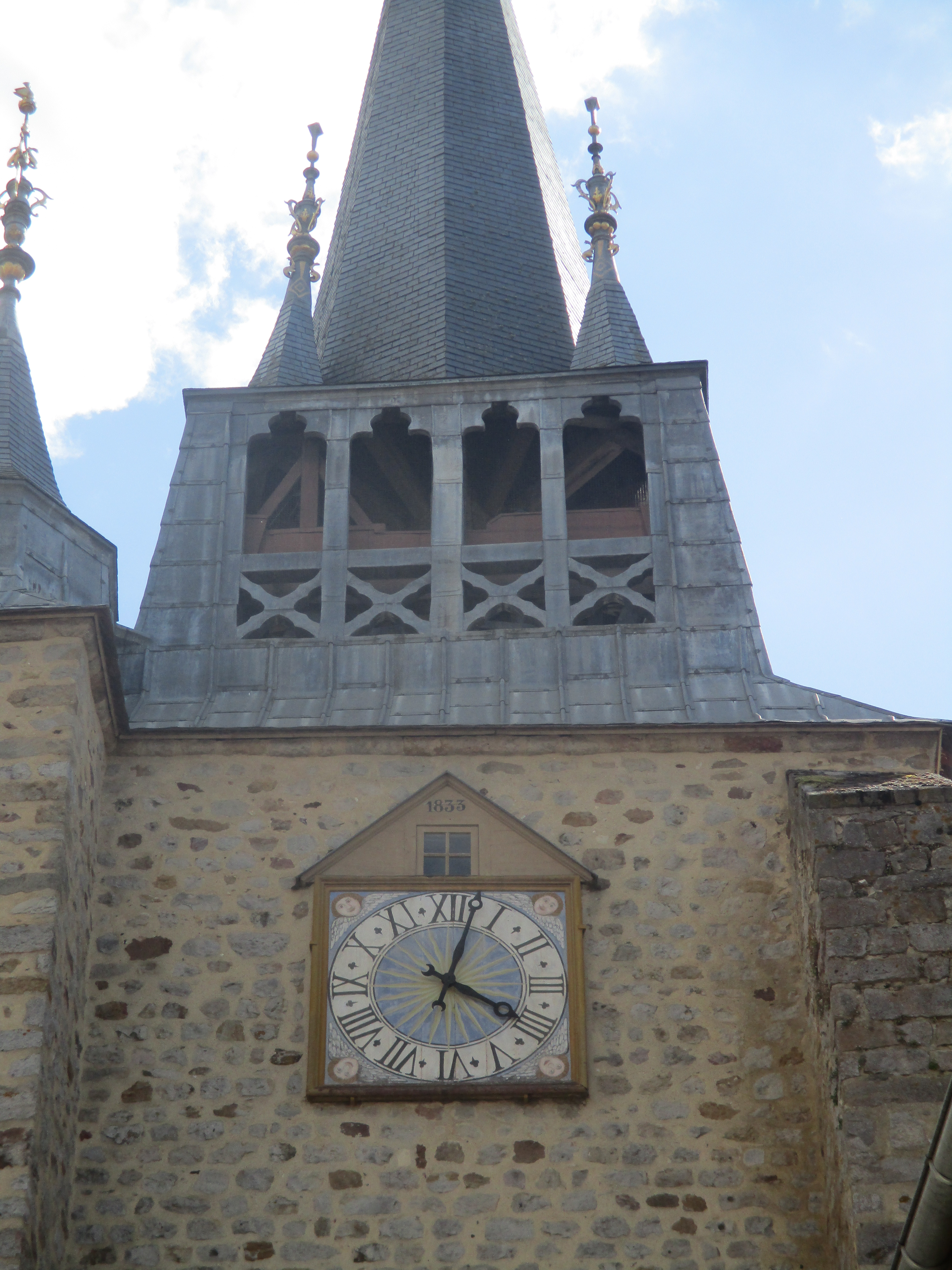
Horloge du clocher (1833).